# Gerard Schipper
Gerard Schipper (* 23. November 1948 in Ter Apel; † 12. Mai 2025 in Nieuw-Weerdinge) war ein niederländischer Radrennfahrer und Weltmeister im Radsport.

## Sportliche Laufbahn
Schipper war im Straßenradsport und im Bahnradsport aktiv. 1982 war das Jahr seiner größten sportlichen Erfolge als Amateur. Er wurde bei den UCI-Straßen-Weltmeisterschaften Sieger im Mannschaftszeitfahren (mit Maarten Ducrot, Frits Van Bindsbergen und Gerritt Solleveld). Zuvor hatte er in der heimischen Olympia’s Tour eine Etappe gewonnen. Die Olympia’s Tour hatte er bereits 1981 für sich entscheiden können. Bei der Internationalen Friedensfahrt startete er 1981 und wurde 71. des Gesamtklassements.
Schipper war auch als Bahnradsportler erfolgreich, mehrfach gewann er Medaillen bei den nationalen Meisterschaften, so im Punktefahren und in der Einerverfolgung.
Im Gegensatz zu seinen Teamkollegen aus dem Goldvierer wurde er nie Berufsfahrer.